# Río Mulchén
Río Mulchén är ett vattendrag i Chile.   Det ligger i regionen Región del Biobío, i den södra delen av landet, 500 km söder om huvudstaden Santiago de Chile.
I omgivningen kring Río Mulchén växer i huvudsak städsegrön lövskog. Området är  glesbefolkat, med 15 invånare per kvadratkilometer.